# عشق یک آواز قدیمی است
ترانه کهن و شیرین عشق نام نمایشنامه‌ای است که توسط ویلیام سارویان، نویسندهٔ اهل ایالات متحده آمریکا نوشته شده‌است. نام این نمایشنامه از آهنگ قدیمی ایرلندی به همین نام گرفته شده است.